# Železniční trať Nýřany – Heřmanova Huť
Železniční trať Nýřany – Heřmanova Huť, v jízdním řádu pro cestující označená číslem 181, je jednokolejná regionální trať. Provoz na trati byl zahájen nejprve jako vlečka v roce 1890 a v roce 1905 byl změněn na veřejnou trať. Trať je dlouhá 9,6 km, má 4 mezilehlé zastávky a 2 stanice (koncové). Staniční budova se nachází pouze v Nýřanech a v Heřmanově Huti, jinak jen plechové čekárny. Na trati projede denně 16 párů vlaků (o víkendu 9) provozovaných Českými drahami, vedené od grafikonu 2012 motorovými jednotkami 814/914 Regionova.[zdroj?] Na celé trati je zaveden specifický způsob odbavování cestujících.

## Historie
Historie železniční tratě je neodmyslitelně spjata s bývalou železárnou Hermannshütte, kterou v roce 1854 založil Hermann Dietrich Lindheim. Za účelem zlepšení přepravních podmínek pro zde vyráběné výrobky vybudovala Pražská železářská společnost kolem roku 1890 průmyslovou železnici normálního rozchodu. Nýřany byly vybrány jako výchozí bod, protože to znamenalo, že bylo možné přímo napojit i černouhelné doly Concordia-Schacht u Blatnice, Franzschacht u Weltany (Kbelany) a Rudolfsschacht u Wilkischen (Vlkyš). V Nýřanech navíc začala další soukromá důlní železnice, která vedla na trať Plzeň–Železná Ruda.[zdroj?]
V roce 1904 Pražská společnost železářského průmyslu zrušila tehdy již zastaralou Hermannshütte. Také těžba černého uhlí v železniční oblasti nadále klesala v důsledku vyčerpání zásob. Trasa, která se tím stala nepoužívanou, se 1. dubna 1905 stala majetkem státu. Provozovatelem byly nyní kk Staatsbahnen (rakouské dráhy). V roce 1907 se z bývalé huti stala sklářská huť, která opět zajišťovala stálý provoz.[zdroj?]
Po první světové válce přešla trať do majetku nově založených Československých státních drah (ČSD). Od 1. září 1920 začaly jezdit i ČSD. Jízdní řád z roku 1921 ukazuje dva páry vlaků, kterým trvalo ujetí celé trasy až hodinu. Později byl přidán třetí pár vlaků.[zdroj?]
Po připojení Sudet k Německu v říjnu 1938 byla celá trať na německém území. V letech 1939–1942 byl v oblasti pouze jeden těžící černouhelný důl, Karolischacht ve Wilkischenu (Vlkýš). Po skončení druhé světové války se trasa vrátila zpět k ČSD.[zdroj?]
K 1. lednu 1993 v důsledku rozpadu Československa přešla trať na nově založené České dráhy (ČD). Od roku 2003 je součástí sítě státního provozovatele infrastruktury Správa železniční dopravní cesty (SŽDC).[zdroj?]
V roce 2011 jízdní řád zaznamenal ve všední dny celkem dvanáct párů osobních vlaků, které s ranním odstupem tvořily téměř hodinový provoz. V neděli však jízdní řád obsahoval jen pět párů vlaků. Doba jízdy byla 16 minut v obou směrech. Pro sklárnu byla na konci trasy stále zajištěna nákladní doprava.[zdroj?]
V souvislosti se zásadní obnovou a elektrizací trati Plzeň – Domažlice – státní hranice je v letech 2025 až 2027 plánována také modernizace trati Nýřany – Heřmanova Huť. Kromě obnovy kolejí a systémů[jakých?] má být trasa také elektrizována. V plánu je napojení regionálních vlaků na trase Heřmanova Huť – Plzeň – Nepomuk.[zdroj?]

## Navazující tratě

### Nýřany
- Železniční trať Plzeň – Furth im Wald

## Stanice a zastávky

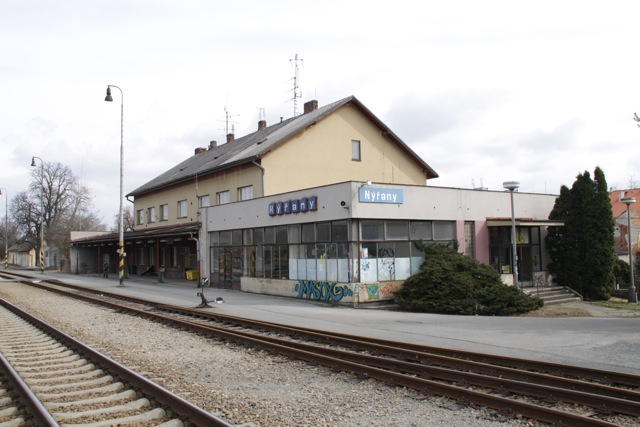
Nýřany
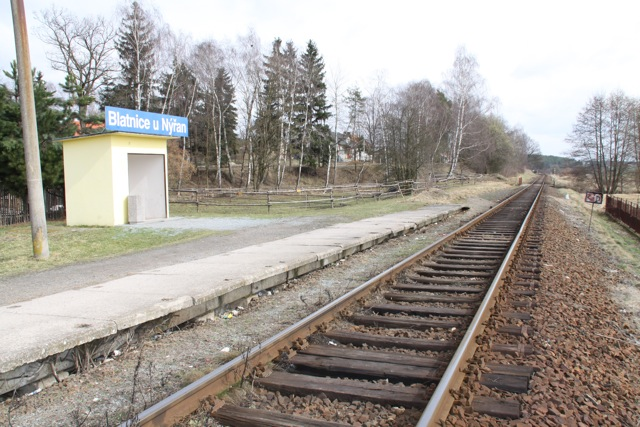
Blatnice u Nýřan
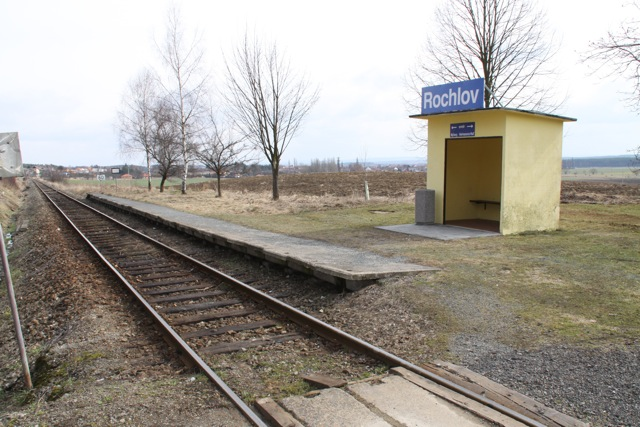
Rochlov
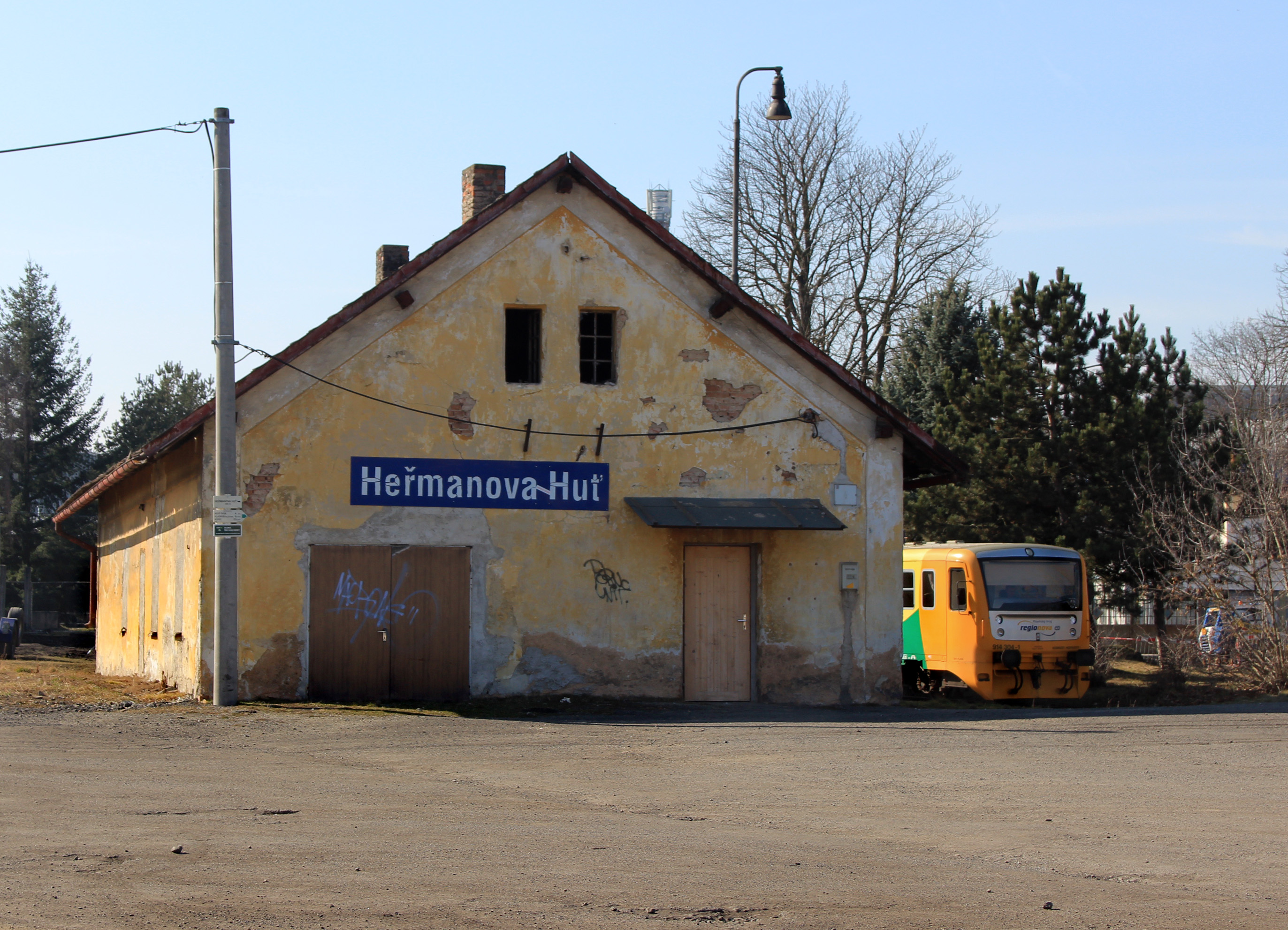
Heřmanova Huť